# Fehérszemű aratinga
A fehérszemű aratinga (Psittacara leucophthalmus), korábban pávua aratinga, a madarak (Aves) osztályának a papagájalakúak (Psittaciformes) rendjébe, ezen belül a papagájfélék (Psittacidae) családjába tartozó faj.

## Rendszerezése
A fajt Philipp Ludwig Statius Müller német zoológus írta le 1776-ban.

## Alfajai
- Psittacara leucophthalmus callogenys (Salvadori, 1891)
- Psittacara leucophthalmus leucophthalma (Statius Muller, 1776)
- Psittacara leucophthalmus nicefori Meyer de Schauensee, 1946

## Előfordulása
Dél-Amerikában Argentína, Brazília, Bolívia, Kolumbia, Ecuador, Francia Guyana, Guyana, Paraguay, Peru, Suriname, Uruguay és Venezuela területén honos.
Természetes élőhelyei a szubtrópusi vagy trópusi síkvidéki esőerdők, mocsári erdők, mangroveerdők és szavannák, valamint másodlagos erdők. Vonuló faj.

## Megjelenése
Átlagos testhossza 32 centiméter, testtömege 100-218 gramm.
|  |

## Természetvédelmi helyzete
Az elterjedési területe rendkívül nagy, egyedszáma ugyan csökken, de még nem éri el a kritikus szintet. A Természetvédelmi Világszövetség Vörös listáján nem fenyegetett fajként szerepel.